# Giraldilla
Giraldilla es el nombre de la mascota diseñada por el sevillano Antonio Esquivias para el Mundial de Atletismo celebrado en Sevilla en el año 1999. Representa de manera infantil al monumento que hace de veleta en la Giralda de Sevilla.
Cabe mencionar que según la Real Academia Española una giraldilla es un tipo de baile de la región de Asturias.

## Historia
Fue elegida por una mayoría del 41% entre cuatro diseños en una votación en la que participaron 35 000 personas.
Fue presentado en febrero de 1998 al Consejo de la Federación Internacional de Atletismo (IAAF) reunido en Marrakech (Marruecos).
La presentación oficial tuvo lugar el 25 de octubre de 1998 en medio de un espectáculo infantil.